# Schwarz-Weiß Essen
Schwarz-Weiß Essen is een Duitse voetbalclub uit Essen, Noordrijn-Westfalen. De club werd in 1881 als Essener Turnerbund gesticht. De voetbalsectie werd in januari 1900 gesticht en werd pas volledig zelfstandig op 1 juli 1974. Van 1902 tot 1963 was de club met enkele seizoenen onderbreking altijd actief in de hoogste klasse.

## Geschiedenis
In 1902 sloot ETB 1900 zich aan bij de voetbalbond van Rijnland-Westfalen, de latere West-Duitse bond. Dat jaar ging de club in de nieuwe Rijn-Ruhrcompetitie spelen (vanaf 1906 Ruhrcompetitie). De club speelde in de schaduw van Duisburger SpV en stadrivaal Essener SV 1899. Ondanks de middelmatige resultaten werd de club in 1909 geselecteerd voor de Zehnerliga, een nieuwe competitie met de tien beste clubs uit verschillende competities. Nadat degradatie in het eerste seizoen net vermeden werd kon worden werd de club in 1910/11 vicekampioen achter Duisburger SpV. Het volgende seizoen eindigde ETB samen met Cölner BC 01 op de eerste plaats, maar verloor de titel in een beslissende wedstrijd. Ook in 1912/13 moest de club genoegen nemen met een tweede plaats. De club nam haar intrek in een nieuw terrein aan de Meisenburgstraße, waarvoor ze 50.000 Mark betaalden. Na dit seizoen werd de Zehnerliga opgeheven en ging de club terug in de Ruhrcompetitie spelen, waar ze opnieuw achter Duisburger SpV eindigden. In 1914 werd Albert Bollmann als eerste speler van de club geselecteerd voor het nationale elftal.
Tijdens de Eerste Wereldoorlog werd de competitie verder opgesplitst in stadsdistricten, ondanks de mindere concurrentie kon de club nog steeds geen titel winnen, rivalen BV Altenessen 06 en Essener SC Preußen 02 bleven de club voor. In het eerste volwaardige naoorlogse kampioenschap kon ETB 1900 voor het eerst de titel binnenrijven, waardoor ze zich plaatsten voor de West-Duitse eindronde. De club verloor meteen van VfTuR 1889 Mönchen-Gladbach. In 1922 werd de pacht van de Meisenburgstraße niet verlengd en werd een stuk grond gekocht voor 750.000 Mark, waar nu het huidige Uhlenkrugstadion staat. Het stadion, dat plaats bood aan 45.000 toeschouwers gold toen als een van de modernste van Duitsland. Intussen had de club de naam ETB Schwarz-Weiß Essen aangenomen en in 1921/22 volgde een tweede titel. In de eindronde met zes clubs werd de club vierde. De club kon de titel verlengen en ging opnieuw naar de eindronde waar ze in de eerste ronde verloren van TuRU 1880 Düsseldorf. Na een nieuwe roemloze titel in 1924 trad de club in 1924/25 voor het eerst op de voorgrond op nationaal vlak. De club eindigde samen met Duisburger SpV op de eerste plaats in de West-Duitse eindronde en plaatste zich zo voor de eindronde om de landstitel. De club versloeg Viktoria 01 Forst en verloor dan van FSV 1899 Frankfurt. Datzelfde jaar had de club ook de naam SK Schwarz-Weiß Essen aangenomen nadat de Deutsche Turnerschaft besloten had dat alle turnclubs gescheiden moesten worden van balsportclubs.
In 1925/26 moest de club BV Altenessen naast zich dulden in de eindstand, beide clubs leden slechts acht verliespunten en in de beslissende wedstrijd om de titel won Altenessen. Als vicekampioen mocht de club naar een speciale eindronde die door de club gewonnen werd. Ze maakten nog kans op de nationale eindronde in een wedstrijd tegen de nummer drie van de kampioenen, Duisburger SpV, maar verloor. Het volgende seizoen werd de competitie in twee reeksen gesplitst en opnieuw eindigde Schwarz-Weiß samen met Altenessen op de eerste plaats en verloor de club de titel, echter moest Altenessen later zijn meester erkennen in FC Schalke 04, dat voor het eerst in de hoogste klasse speelde en meteen uitgroeide tot een landelijke topclub. In 1927/28 werd de club autoritair groepswinnaar maar verloor de algemene titel aan Schalke. In de eindronde voor vicekampioenen versloeg de club VfB 03 Bielefeld, TSV Fortuna 1895 Düsseldorf en Duisburger SpV. Hierdoor maakte de club nog een kans op de nationale eindronde, door een testwedstrijd te spelen tegen de nummer drie uit de kampioenengroep. Toevallig was dit Schalke 04 dat met 2:1 Essen versloeg. Het scenario herhaalde zich volgend seizoen. VfB Weidenau, SpVgg 04 Oberhausen-Styrum en SV Kurhessen 93 Kassel werden opzij gezet, maar Fortuna Düsseldorf belette de club een nieuwe deelname aan de nationale eindronde. De competities werden hierna samen gevoegd en Essen werd weer tweede en verloor dan meteen van SC Borussia 08 Rheine. Na één seizoen werden de competities weer gesplitst, Essen eindigde samen met SV Union 1910 Gelsenkirchen op de eerste plaats en verloor de wedstrijd om de groepswinst. Hierna kwam er zelfs één seizoen van drie reeksen. De drie kampioenen namen het in groepsfase tegen elkaar op maar andermaal kon de club het niet halen van Schalke 04. In 1932 nam de club deel aan een internationaal Paastoernooi in Parijs met clubs als Red Star Olympique en Kispest Boedapest. In 1932/33 moest Essen de groepswinst zelfs aan SV Höntrop 1916 laten.
In 1933 kwam de NSDAP aan de macht in Duitsland. Zij herstructureerden de competitie grondig. De West-Duitse bond en zijn acht competities verdwenen en maakten plaats voor drie Gauliga's. Essen werd ingedeeld in de Gauliga Niederrhein en liep zo Schalke 04 mis dat in de Gauliga Westfalen terechtkwam. Echter kwam de club nu tegenover clubs uit Düsseldorf en Duisburg te staan en de club moest nu genoegen nemen met een tweederangsplaats. In 1936 werd de club herenigd met de Turnerbund, waar ze in 1924 gedwongen van moesten splitsen en zo werd opnieuw de naam ETB Schwarz-Weiß Essen aangenomen. In 1937/38 eindigde de club voor het eerst in de linkertabel en werd zelfs vicekampioen achter Fortuna Düsseldorf. Ook de volgende twee seizoenen werd de club vicekampioen. Daarna ging het weer bergaf tot de club zelfs degradeerde in 1942/43. De club kreeg zelfs geen elftal meer opgesteld en staakte dat jaar de activiteiten.
Na de Tweede Wereldoorlog werden de activiteiten hervat en ging de club opnieuw in de Ruhrcompetitie spelen in 1946. Na dit seizoen werd de Oberliga West ingevoerd als een van de vijf hoogste klassen van West-Duitsland en hiervoor kwalificeerde de club zich niet. In 1949 werd de II. Oberliga ingevoerd als tweede klasse en na twee seizoenen hierin te spelen promoveerde de club naar de Oberliga. Intussen had echter Rot-Weiss Essen de fakkel overgenomen van de eerste club van de stad te zijn. De club eindigde meestal in de middenmoot en degradeerde in 1956/57. Na twee seizoenen keerde de club eenmalig terug en dan opnieuw in 1961. Na een vierde plaats in het eerste seizoen werd de club zevende in 1962/63. Hierna werd de Bundesliga ingevoerd als hoogste klasse voor heel Duitsland en hiervoor kwalificeerde de club zich niet.
De club ging nu in de Regionalliga spelen en eindigde meestal in de middenmoot. In 1974 kwalificeerde de club zich ook voor de nieuwe 2. Bundesliga, waar ze tot 1978 speelden. Sindsdien speelde de club in de Oberliga Nordrhein en eindigde steevast in de top tien, maar slaagde er niet meer in te promoveren. Na de herinvoering van de Regionalliga in 1994 was de Oberliga nog maar het vierde niveau. In 2008 werd de 3. Liga ingevoerd en werd de Oberliga zelfs het vijfde niveau. De Oberliga Nordrhein fuseerde met de Oberliga Westfalen en werd zo de NRW-Liga, waar de club sindsdien in speelt en al drie keer op rij in de top vijf eindigde. In 2012 werd de NRW-Liga ontbonden en ging de club in de Oberliga Niederrhein spelen.

## Erelijst
Kampioen Ruhr
1920, 1922, 1923, 1924, 1925